# (10479) Yiqunchen
(10479) Yiqunchen ist ein Asteroid des inneren Hauptgürtels, der am 18. April 1982 vom britischen Studenten Martin Watt an der Anderson Mesa Station des Lowell-Observatoriums in Arizona bei einer Helligkeit von 16,2 mag entdeckt wurde. Es war seine dritte von insgesamt vier Asteroidenentdeckungen, die alle innerhalb einer Woche stattfanden. Watt absolvierte zu der Zeit ein sechsmonatiges Praktikum als studentische Hilfskraft bei Edward L. G. Bowell und Brian A. Skiff und arbeitete an Asteroiden-, Computer- und Photometrieprogrammen. Nachträglich konnte der Asteroid bereits auf Aufnahmen nachgewiesen werden, die am 23. November 1949 und 7. Dezember 1953 am Palomar-Observatorium in Kalifornien sowie am 2. und 4. Mai 1965 am Goethe-Link-Observatorium in Indiana gemacht worden waren.
Der Asteroid wurde benannt nach Yiqun Chen, geb. 1968 in Peking. Sie ist eine traditionell ausgebildete Künstlerin und Bildhauerin. Ihre Kunstwerke sind in mehreren Parks in China zu sehen. Ihre Erfahrungen nutzt sie derzeit für die Produktion computergenerierter Animationen.

## Wissenschaftliche Auswertung
Eine Auswertung von Beobachtungen durch das Projekt NEOWISE im nahen Infrarot führte 2011 für den Asteroiden zu vorläufigen Werten für den Durchmesser und die Albedo im sichtbaren Bereich von 5,7 km bzw. 0,24. Nach neuen Messungen mit NEOWISE wurden die Werte 2014 auf 5,2 km bzw. 0,29 geändert.
Aus archivierten Daten des Asteroid Terrestrial-impact Last Alert System (ATLAS) aus dem Zeitraum 2015 bis 2018 konnte in einer Untersuchung von 2022 mit der Methode der konvexen Inversion eine Rotationsperiode von 12,0905 h bestimmt werden.